# Turania pentodontalis
Turania pentodontalis is een vlinder uit de familie van de grasmotten (Crambidae), uit de onderfamilie van de Odontiinae. De wetenschappelijke naam van deze soort is voor het eerst voorgesteld door Nikolai Grigorievitsj Ersjov in een publicatie uit 1874.
De soort komt voor in Centraal Azië waaronder de Kyzylkum in Kazachstan en de rivier de Zerafsjan in Oezbekistan en Tadzjikistan.